# Discharge
Discharge es una banda de hardcore punk de origen inglés. Su música ha influido en varios subgéneros de la música extrema y sus canciones han sido versionadas por algunos de los nombres más importantes del heavy metal y otros géneros. El subgénero musical D-beat recibe su nombre de Discharge y del ritmo de batería característico de la banda.
Su música se caracteriza por su pesadez altamente rítmica, distorsión y atonalidad en las guitarras y una voz crudamente gritada, similar a un discurso político. Su temática está fuertemente arraigada al anarquismo, pacifismo y al desarme.

## Trayectoria
Discharge se formó en 1977 con una alineación original que incluía a Terry 'Tez' Roberts en las voces, Tony 'Bones' Roberts en guitarra, Roy 'Rainy' Wainwright también a la guitarra, Nigel Bamford en bajo y Akko a la batería. Al poco pasar, Nigel Bamford dejó el grupo, y Rainy se encargó del bajo. Esta formación sonaba muy similar a los Sex Pistols, pero solo registró un demo. La formación y el sonido cambiaron en 1979. Entonces pasó a ser: Kelvin 'Cal' Morris en vocal, Bones en la guitarra, Rainy en bajo y Tez en la batería. A esta muchos consideran como la formación "clásica" de Discharge. 
El pesado, retorcido, y demoledor sonido de la guitarra y los anti-melódicos gritos y chillidos del vocalista de esta nueva alineación llevaron a la banda a ser conocida como una de las principales influencias de lo que sería el thrash. Sus canciones giraban en torno al anarquismo, libertad y pacifismo y sus temas trataban de mostrar las terribles consecuencias de la guerra nuclear y la enferma sociedad consumida por el capitalismo. 
El enfoque lírico también ayudó a agregarle poder a la crudeza de su temática. A menudo, el sonido de las canciones de Discharge consistían en mensajes con un repetitivo tono agresivo y gutural que buscaba expresar con fuerza lo que querían decir. Quizás uno de los ejemplos más claros de esta idea lo podemos encontrar en la letra de la canción "Free Speech for the Dumb" (Libertad de expresión para el mudo) que no hace más que repetir el mismo título de la canción misma. Lo que también fue importante para la expresión política y social de la banda fue el tema artístico que usaron en sus álbumes, donde se representaba la crudeza de la guerra utilizando un iconónico blanco y negro en alto contraste en las fotografías. 
En 1980, Discharge firmó con Clay Records, publicando el sencillo "Realities of War," que apareció en los charts independientes de Reino Unido. Después de que ese mismo año se publicase el EP, Discharge pasó por varios cambios de formación. El baterista Tezz se fue para ser remplazado por Dave "Bambi" Ellesmere (antiguo The Insane) antes de que se grabase "Why". En 1982, Discharge publicó un larga duración titulado Hear Nothing See Nothing Say Nothing, que llegó a aparecer en los charts de ventas. 
Para el EP Never Again, Discharge sufrió un nuevo cambio de formación: Gary Maloney, de The Varukers sería quien ocupase el sillín de baterista esta vez. Bones se marchó antes de Warning... y fue sustituido por Peter "Pooch" Purtill , que fue cuándo Discharge empezó a verse más influenciado por el heavy metal. En este punto, Kelvin Morris también empezó a experimentar con su voz, dejando de lado la forma de cantar agresiva que le había caracterizado hasta ese momento, para usar un registro comparable al de Ozzy Osbourne. En 1985, con la publicación de Ignorance volvieron a cambiar de formación. Entonces, la banda fue acercándose a un sonido cada vez más y más metálico. Su siguiente álbum de larga duración, Grave New World, se adentraba de lleno en el heavy metal y el vocalista Kelvin "Cal" Morris adoptó un estilo de cantar agudo inspirado en Robert Plant, de Led Zeppelin. Este cambió fue recibido negativamente por muchos fans; esto, unido a otros problemas personales en el seno de la banda hicieron que esta se disolviera en 1987. Cuatro años después, Morris decidió revivir Discharge con otra alineación y sacaron dos álbumes nuevos, Massacre Divine y Shootin' Up the World. Estos álbumes mantenían el sonido metal del anterior LP, pero con un sonido más rudo y Morris, esta vez, inspirándose en Brian Johnson a la hora de cantar. La agrupación volvería a separarse de nuevo en 1999.
Para el año 2001, la formación clásica se reunió y, un año después, publicaron el LP Discharge. 
Ese mismo 2002, Hear Nothing See Nothing Say Nothing fue elegido como el álbum número uno de punk rock de todos los tiempos, en una encuesta hecha por la revista Terrorizer. Sin embargo, Morris abandonaría poco después y Anthony Martin, de The Varukers, sería su sustituto. Martin permaneció unos años en el grupo, llegando a grabar, entre otras cosas, el LP Disensitise. En el 2014, Jeff Janiak pasaría a encargarse del micrófono hasta nuestros días, y con él, el grupo ha grabado hasta el momento un LP, End of Days, en el 2016.

## D-beat
El estilo de Discharge se llamó D-beat, un estilo de punk mucho más rápido que el hardcore, precursor o paralelo a la aparición del hardcore punk, e influencia básica para el estilo crust punk. Durante y después de la trayectoria de Discharge imitarles se volvió sorprendentemente popular. Si bien Discharge dio nombre al sonido bautizado como D-beat, un sonido parecido puede escucharse en grabaciones anteriores a la banda, como por ejemplo, "You Tear Me Up" de Another Music in a Different Kitchen, el disco debut de Buzzcocks, y el sonido hardcore ya se puede encontrar en el EP Out of vogue de Middle Class, previo a las fechas oficiales de aparición del hardcore punk.
Muchas de las bandas que siguieron el estilo de Discharge, principalmente Suecas, empezaron sus nombres usando el prefijo "Dis-". Además usaban "Dis-" en las palabras que realmente comenzaban con "Des-" a modo de parodia. Por citar algunas de estas bandas, tenemos a Disfear, Disclose, Discard, Disarm, Dissucks, y Distraught. Las bandas que siguieron esta tendencia en sus nombres además copiaron el estilo tipográfico del logo de Discharge, con letras grandes y blancas, para los suyos.

## Trascendencia
La influencia de Discharge en la escena musical merece crédito por parte de un amplio abanico de bandas que van desde el, hardcore punk, el grindcore hasta los estilos más extremos de la música.
- Los famosísimos Metallica alguna vez grabaron un par de covers de canciones de Discharge. Estas fueron "Free Speech For The Dumb" y "The More I See", para Garage Inc., un disco de estudio compuesto exclusivamente por covers.
- La banda Caleña de Punk hardcore Contusiön grabó la canción "they declare it" para su maqueta casera C.S.C (Caos en Santiago de Cali).
- Los thrashers de Anthrax también grabaron una versión. La canción escogida fue "Protest and Survive" y lo hicieron para su disco de estudio Attack of the Killer B's.
- Los Canadienses de metal industrial conocidos como Monster Voodoo Machine le pusieron como nombre a su segundo álbum State Voodoo/State Control en homenaje a "State Violence/State Control" de Discharge. La banda además grabó un cover de "Hear Nothing See Nothing Say Nothing", para su disco single "Bastard Is as Bastard Does".
- Los pioneros del death metal melódico Sueco At the Gates dejaron como pista escondida en su álbum With Fear I Kiss the Burning Darkness una versión de "The Nightmare Continues".
- La banda sueca de grindcore conocida como Nasum también rindió homenaje a Discharge al grabar una versión de "Visions of War" para su compilado de tributos.
- Sepultura, la banda thrash metal por excelencia en Brasil, También grabó varias versiones de Discharge a lo largo de su carrera y estos fueron: "A Look At Tomorrow", "Hear Nothing See Nothing Say Nothing" y "Protest and Survive").
- Soulfly editó "Ain't No Feeble Bastard" y "The Possibility of Life's Destruction" como bonustrack en su primer álbum.
- Nausea también tributó "Ain't No Feeble Bastard" y "Hear Nothing, See Nothing, Say Nothing", versiones disponibles en el disco The Punk Terrorist Anthology, Vol. 1.
- Napalm Death hizo una versión de "War's No Fairytale" para su álbumLeaders not Followers Part 2.
- La Banda Anarko-Punk Oi Polloi grabó la canción "State Violence, State Control".
- La Banda Crossover The Estigma grabó la canción "The nightmare continues".
- From Ashes Rise también hizo lo propio tributando a Discharge con "Hell on Earth".
- La banda hardcore-punk argentina Realidad Evasiva hizo las versiones "Hear nothing, see nothing, say nothing" y "Doomsday".
- El grupo barcelonés de hardcore punk E-150 grabó también la cover de "Ain't No Feeble Bastard" para su split con Intensity.
- La banda de crust metal/punk española Disflesh incluye la cover de "The Blood Runs Red" en su split con Slugfeast.
- El grupo de crustpunk peruano Reciklaje incluye la versión de "The Nightmare Continues" en su disco del 2009 El Declive de las Estructuras.
- La banda de black metal Carpathian Forest incluye en el disco " We're Going To Hell For This" una versión de la canción "The Possibility of Life's Destruction".
- Eaten Alive, Banda Death Metal chilena incluye en su DEMO II, del año 2014, el tema "The Final Blood Bath"
- La banda Machine Head también grabó una versión de "The Possibility of Life's Destruction"

## Discografía

### Demos
- "1977 demo"

### EP
- Realities of War (abril de 1980)
- Fight Back (julio de 1980)
- Decontrol (diciembre de 1980)
- Never Again (octubre de 1981)
- State Violence, State Control (octubre de 1982)
- The Price Of Silence (diciembre de 1983)
- The More I See (julio de 1984)
- Ignorance (julio de 1985)
- Beginning of the End (marzo de 2006)
- Split EP Discharge/MG15 Split (abril de 2006)
- Split singel "7 Discharge/off with their heads(2011)
- New World Order (2016)

### 12"s
- Why (mayo de 1981)
- Warning: Her Majesty's Government Can Seriously Damage Your Health (octubre de 1983)
- The More I See (con versiones extendidas de su 7")
- Ignorance (con versiones extendidas de su 7")

### LP
- Hear Nothing See Nothing Say Nothing (Clay Records, mayo de 1982)
- Discharge 1980-86 (Clay LP (1986)
- Grave New World (julio de 1986)
- Live at the City Garden, New Jersey
- Live-The Nightmare Continues
- Massacre Divine (1991)
- Shootin' Up The World (1993)
- Discharge (2002)
- Disensitise (2008)
- End of Days (2016)

### CD
- Hear Nothing See Nothing Say Nothing
- Why (1982)
- The Clay Punk Punk Singles Collection Clay CD 120
- Never Again Clay LP/CD 12
- Protest and Survive (Disco doble) Clay CD 113
- Live-The Nightmare Continues Clay LP/CD 107
- Live at the City Garden, New Jersey Clay LP/CD 103
- Vision of War Recall SMD CD131
- Massacre Divine (1991)
- Shootin' Up The World (1993)
- Discharge (2002)
- Society's Victims Discography (2004)
- Beginning of the End (marzo de 2006)
- Disensitise (2008)
- End Of Days (2016)